# Transports en commun de Toulouse
L'agglomération toulousaine est desservie par plusieurs réseaux de transport en commun, interconnectés entre eux dans des pôles d'échange ou par de simples arrêts de correspondance. Certains d'entre eux utilisent des infrastructures en site propre (train, métro, tramway, bus, et Téléo).
Plusieurs tarifications sont superposées : il n'existe pas à proprement parler de communauté tarifaire dans l'agglomération toulousaine. Cependant, il existe une carte Pastel, permettant le regroupement de titres de transports de plusieurs réseaux de transports (Tisséo, TER Occitanie, réseau Arc-en-Ciel) sur une même carte magnétique.

## Historique
Les premières lignes d'omnibus (bus à traction animale) de la ville de Toulouse sont mises en service le 12 avril 1863. Le réseau est composé de trois lignes :
- Ligne 1 : Saint-Cyprien - Capitole - Gare Matabiau ;
- Ligne 2 : Saint-Michel - Capitole - Gare Matabiau ;
- Ligne 3 : Casernes - Minimes - Boulevards - Gare Matabiau.

En 1906, la première ligne de tramway électrique de type Jeumont est ouverte. Parallèlement, entre 1900 et 1931, un réseau ferré départemental voit le jour et permet une desserte fine de ce qui allait devenir la banlieue (7 lignes en étoile des Chemins de fer du Sud-Ouest et VFDM réseau du Tarn et Haute Garonne). De 1930 à 1940, de grands travaux de poses de rails permettent d'améliorer et d'étendre le tramway.
La municipalité essaye de remplacer le tramway par le trolleybus en 1948, mais c'est un échec.
En 1957, le tramway est abandonné au profit de bus (le SC10 arrive dix ans plus tard) et de l'expansion de l'utilisation des voitures. Des couloirs de bus sont construits en 1970 pour pallier les premiers problèmes de circulation.
Le SMTC approuve la construction de deux lignes de métro en 1984, devant être finies toutes deux d'ici 1996. Le 26 juin 1993 est inaugurée la ligne A, qui s'étendait à ce moment-là de Basso-Cambo jusqu'à Jolimont. Les travaux de construction de la ligne B débutent en 2001, alors que le prolongement de la ligne A vers Balma-Gramont est en cours de construction.
Le 21 septembre 2001, le dépôt de bus de Langlade est complètement détruit par l'explosion de l'usine AZF. Les grandes villes de France comme Paris, Lyon, Montpellier, Bordeaux et Clermont-Ferrand prêtent ou donnent de nombreux autobus pour dépanner la ville de Toulouse.
En 2002, la marque « Tisséo » apparaît sur les tout nouveaux GX317 GNV et en 2003, la ligne A est prolongée de trois stations supplémentaires jusqu'à Balma-Gramont, station située à cheval sur les communes de Toulouse et Balma.
Le 1er janvier 2005, l'exploitation du réseau est déléguée à Connex (Veolia Transport), mais le 1er janvier 2006 est créée une régie de service public, qui prend le nom de Tisséo Réseau urbain pour exploiter le réseau.
La ligne B du métro est mise en service le 30 juin 2007, puis le 11 décembre 2010, la première ligne du tramway de Toulouse : la ligne T1, reliant Aéroconstellation aux Arènes. Elle fut prolongée en 2013 vers Palais de Justice.
À la suite des élections municipales de 2014, Jean-Luc Moudenc, le nouveau maire de Toulouse fraîchement élu, annonce la construction d'une troisième ligne de métro, Toulouse Aerospace Express, reliant Colomiers à Labège, en passant par Blagnac, le nord et l'est toulousain.
Le 11 avril 2015 est mise en service la ligne T2 du tramway, reliant l'aéroport de Toulouse-Blagnac à la station Palais-de-Justice.
Le 5 juillet 2017 sont annoncées les stations de Toulouse Aerospace Express, longue de 27 km, avec 20 stations. La ligne passerait notamment par les principaux sites d'Airbus, les faubourgs du nord toulousain et des quartiers mal desservis, surtout dans l'est toulousain.
Le 10 janvier 2020, le doublement des rames de la Ligne A de 26 à 52 mètres est mis en service.

## Les réseaux

### Répartition des réseaux
| Mode de transport   | Exploitant                                                         | Desserte                                                                         | Voyageurs (millions par an) | Lignes                                         | Voies (km)         | Stations/Gares      |
| ------------------- | ------------------------------------------------------------------ | -------------------------------------------------------------------------------- | --------------------------- | ---------------------------------------------- | ------------------ | ------------------- |
| Métro               | Tisséo                                                             | Toulouse et proche banlieue                                                      | 113                         | 2 ( ) (+1 en 2028)                             | 28,2 (+27 en 2028) | 37(+18 en 2028)     |
| Tramway             | Tisséo                                                             | Toulouse et proche banlieue                                                      | 17                          | 1 ()                                           | 17,2               | 27(+1 en 2019)      |
| Téléphérique Urbain | Tisséo                                                             | Toulouse                                                                         | 2,92                        | 1                                              | 3                  | 3 (depuis mai 2022) |
| Train urbain        | SNCF Tisséo (partiellement et ligne Arènes - Colomiers uniquement) | Toulouse et banlieue (Ligne Arènes - Colomiers et certaines gares non intégrées) | 3,7 (en 2016 sans Matabiau) | 3 (dont ligne Arènes - Colomiers) (+1 en 2024) | 41 (+21 en 2024)   | 23(+1 en 2025)      |
| TER                 | SNCF                                                               | Toulouse et Occitanie                                                            | 20                          | 15                                             |                    |                     |
| BHNS (Linéo)        | Tisséo                                                             | Toulouse et banlieue                                                             | 22                          | 9 (+1 en 2020)                                 | 98                 | 232                 |
| Bus                 | Tisséo                                                             | Toulouse et banlieue                                                             | 73                          | 137                                            | 1490,8             |                     |
| Autocar             | liO (Région Occitanie)                                             | Toulouse et Occitanie                                                            | 1,8 (en Haute-Garonne)      | 57                                             | 2319               | 2500                |

### Réseaux urbains

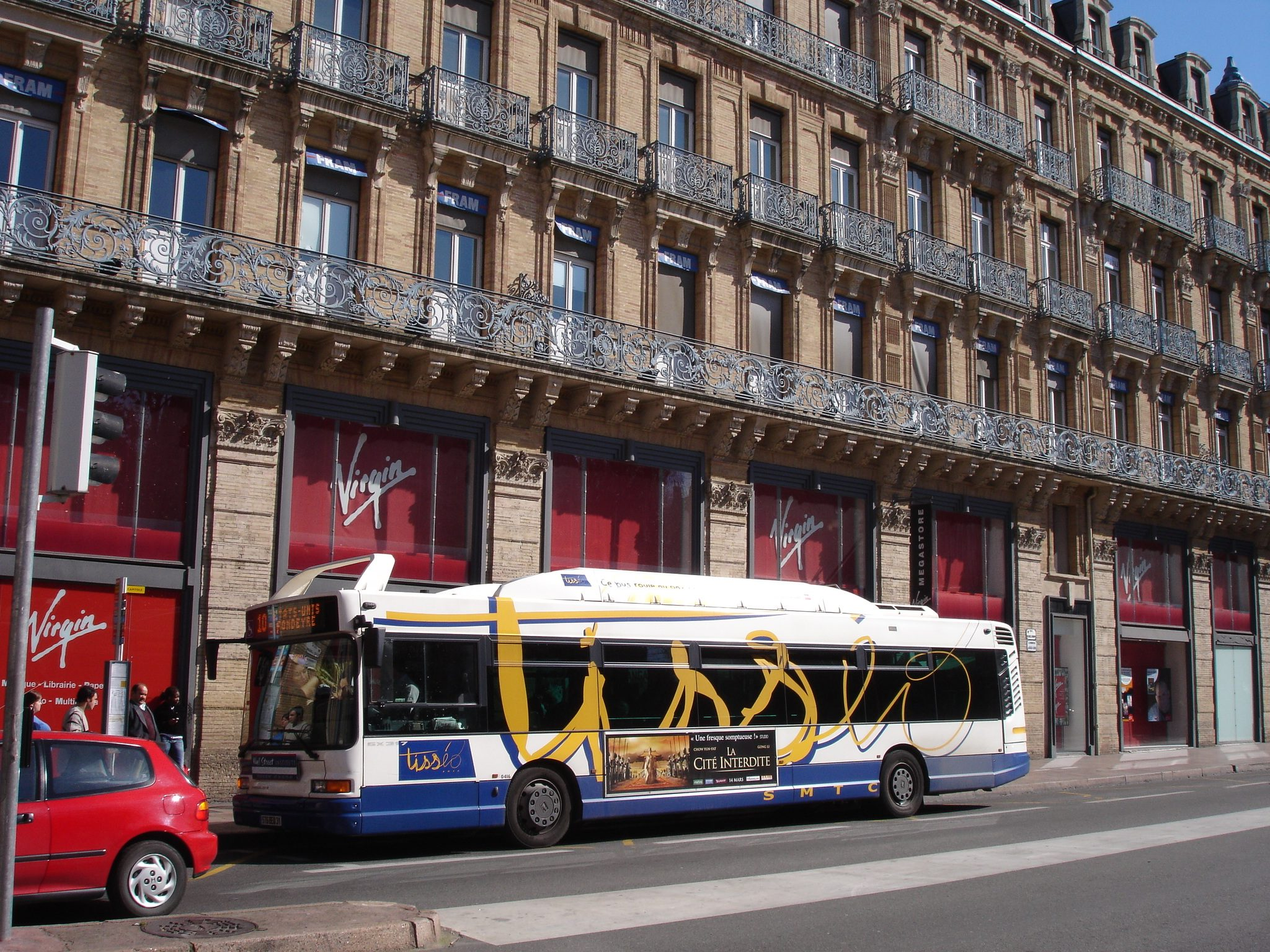
Un bus Tisséo sur la rue Alsace-Lorraine, à côté de l'arrêt Capitole à Toulouse (archive).

#### Tisséo
Le réseau urbain principal est le réseau Tisséo : il dessert 86 communes du périmètre des transports urbains toulousain.
Le réseau compte deux lignes de métro (lignes A et B), une ligne de tramway (lignes T1) , 83 lignes de bus, des transports à la demande (3 TAD zonaux à haut débit, 6 lignes virtuelles), et des lignes scolaires.
Le service Mobibus, organisé par Tisséo, permet aux personnes à mobilité réduite de disposer d'un transport à la demande de porte à porte, sur réservation.

#### Navettes communales
- Le SICOVAL met à disposition une navette gratuite interne à la zone d'activités de Labège-Innopole : la ligne Innobus[5], en correspondance avec les trains TER de la ligne Toulouse - Carcassonne.
- Certaines communes de l'agglomération mettent à disposition des navettes internes gratuites : Blagnac[6], Castanet-Tolosan[7], Castelginest[8], Cugnaux[9], Escalquens[10] Labège[11], Léguevin[12], Ramonville-Saint-Agne[13]
- Certaines communes de l'agglomération mettent à disposition des navettes de marché permettant de se rendre dans les communes voisines pour accéder aux commerces : Ayguesvives[14], Fonsorbes[15].

| Le graphique qui aurait dû être présenté ici ne peut pas être affiché car il utilise l'ancienne extension Graph, désactivée pour des questions de sécurité. Des indications pour créer un nouveau graphique avec la nouvelle extension Chart sont disponibles ici . | Le graphique qui aurait dû être présenté ici ne peut pas être affiché car il utilise l'ancienne extension Graph, désactivée pour des questions de sécurité. Des indications pour créer un nouveau graphique avec la nouvelle extension Chart sont disponibles ici . |
| Source: SMTC-Tisséo . | |

### Réseaux interurbains

#### TER Occitanie
Le réseau TER Occitanie, exploité par la SNCF sous l'autorité de la région Occitanie, propose un réseau en étoile de 6 lignes ferroviaires, mais aussi des lignes d'autocars, partant de Toulouse-Matabiau et offrant des dessertes urbaines et péri-urbaines grâce à des gares ou des points-d'arrêts situées dans la région, et l'application progressive d'un horaire cadencé. Le réseau TER Occitanie possède sa propre tarification (tarification kilométrique standard SNCF).
À noter le cas particulier de la ligne Arènes - Colomiers, correspondant à une intégration tarifaire totale de l'offre entre Toulouse-Arènes et la gare de Colomiers pour les détenteurs de titres de transport Tisséo. On pourrait comparer cette ligne à une ligne de RER, comme il en existe à Paris par exemple.

#### Réseau Arc-en-Ciel

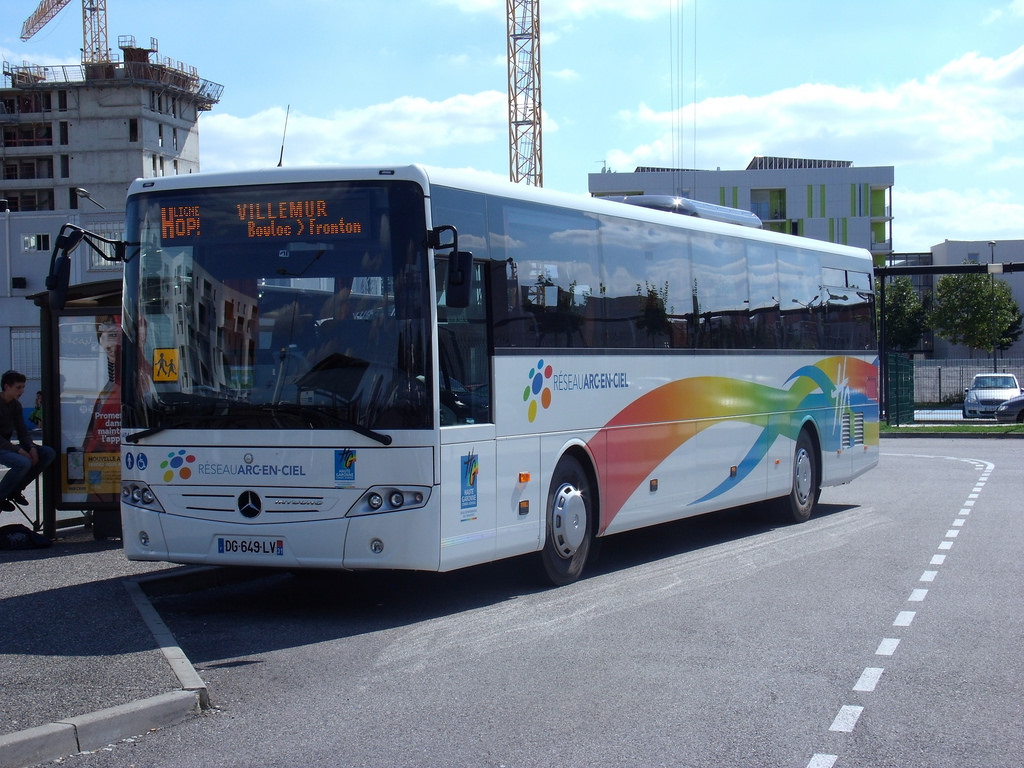
Autocar de la ligne Hop!1 du Réseau Arc-en-Ciel au terminus Borderouge.

Le réseau Arc-en-Ciel de Haute-Garonne est un réseau d'autocars, gérés par le conseil départemental, et depuis 2018 par la région Occitanie. Il dessert les principales villes de la couronne périurbaine toulousaine, mais aussi la plupart des communes du département, y compris au sud (autour de Saint-Gaudens). La plupart de ces lignes partent de la gare routière de Toulouse, proche de la gare Matabiau, mais de plus en plus de lignes partent de stations de métro, comme Borderouge ou encore Université-Paul-Sabatier.
53 lignes régulières desservent l'ensemble du département. On compte parmi ces lignes 4 lignes Hop!, desservant les principales villes autour de Toulouse (Villemur-sur-Tarn, Grenade, Bessières, Nailloux...). Il y a aussi des navettes SNCF, reliant de petits villages à leur gare la plus proche, et des navettes interurbaines, connectant de petits villages mal desservis au réseau Arc-en-Ciel structurant ou directement au métro de Toulouse.
La tarification départementale y est en vigueur. À noter que ce réseau est aussi beaucoup utilisé dans le cadre des transports scolaires, notamment vers des lycées de petites villes du département (Fronton, Revel...), ou des lycées toulousains depuis le reste du département.
Depuis septembre 2018, le réseau Arc-en-Ciel devient le réseau Lignes Intermodales d'Occitanie, regroupé avec l'ensemble des anciens réseaux interurbains de la région Occitanie.

### Réseaux disparus

#### CFSO
Les chemins de fer du sud-ouest (CFSO) proposaient 5 lignes ferroviaires à voie métrique desservant la banlieue et au-delà :
- de la gare de Toulouse-Roguet, ligne de Toulouse à Cadours vers Blagnac, Grenade, puis Cadours ou Lévignac-sur-Save ;
- ligne de Toulouse à Boulogne-sur-Gesse : de la gare de Toulouse-Roguet vers Tournefeuille, Fonsorbes, Saint-Lys ou Boulogne-sur-Gesse[20] ;
- de la gare de Toulouse-Roguet vers Cugnaux, Muret, Le Mas-d'Azil ;
- de la gare de Toulouse-Saint-Sauveur vers Quint-Fonsegrives, Caraman et Revel ;
- de la gare de Toulouse-Pont Matabiau vers Launaguet, Montberon, Villemur-sur-Tarn.

#### Voies ferrées du midi
Les voies ferrées du midi (VFDM) proposaient une ligne ferroviaire à voie métrique électrifiée desservant la banlieue et au-delà, au départ de la gare de Toulouse-Pont Matabiau en tronc commun avec la ligne CFSO de Villemur-sur-Tarn, vers Montrabé, Verfeil, et Castres.
Ces lignes ont toutes été supprimées en même temps que les tramways historiques. Certains projets de lignes de tramway en cours reprennent quasiment identiquement le tracé de ces chemins de fer (ex : ligne T1 suivant la ligne de Blagnac).

#### Bus Colomiers
Le réseau municipal de Colomiers offrait 8 lignes de bus gratuites internes à la commune (4 lignes les samedis et l'été) cadencées à la demi-heure autour des pôles d'échange du centre-ville (relais bus) et de la gare (correspondance ligne Arènes - Colomiers). Le réseau est supprimé le 29 août 2016 au profit de Tisséo, qui le remplace par la ligne 150.

#### TAMtam
Le Muretain Agglo, à travers le réseau TAMtam, offrait gratuitement accès à neuf lignes régulières et huit lignes de transports à la demande, desservant des communes à proximité de Muret et Portet-sur-Garonne, dans le sud-ouest de l'agglomération. Ce réseau est supprimé le 8 janvier 2018 au profit de Tisséo.

## Organisation

### Tisséo

Logo de Tisséo.

Depuis 2004, toutes les sociétés concernant le transport public de l'agglomération sont regroupées sous la marque Tisséo.
L'autorité organisatrice est Tisséo - Collectivités. C'est un syndicat mixte qui réunit Toulouse Métropole, la communauté d'agglomération du Sicoval ainsi que le Syndicat intercommunal des transports publics de la région toulousaine (SITPRT). Le réseau est exploité dans sa quasi-totalité par la régie Tisséo, via un contrat de délégation de service public. À noter toutefois que certaines lignes telle que les transports à la demande, les navettes 107 et 108 ainsi que les taxibus sont exploitées par des sociétés privées.

### Plans de Déplacements Urbains

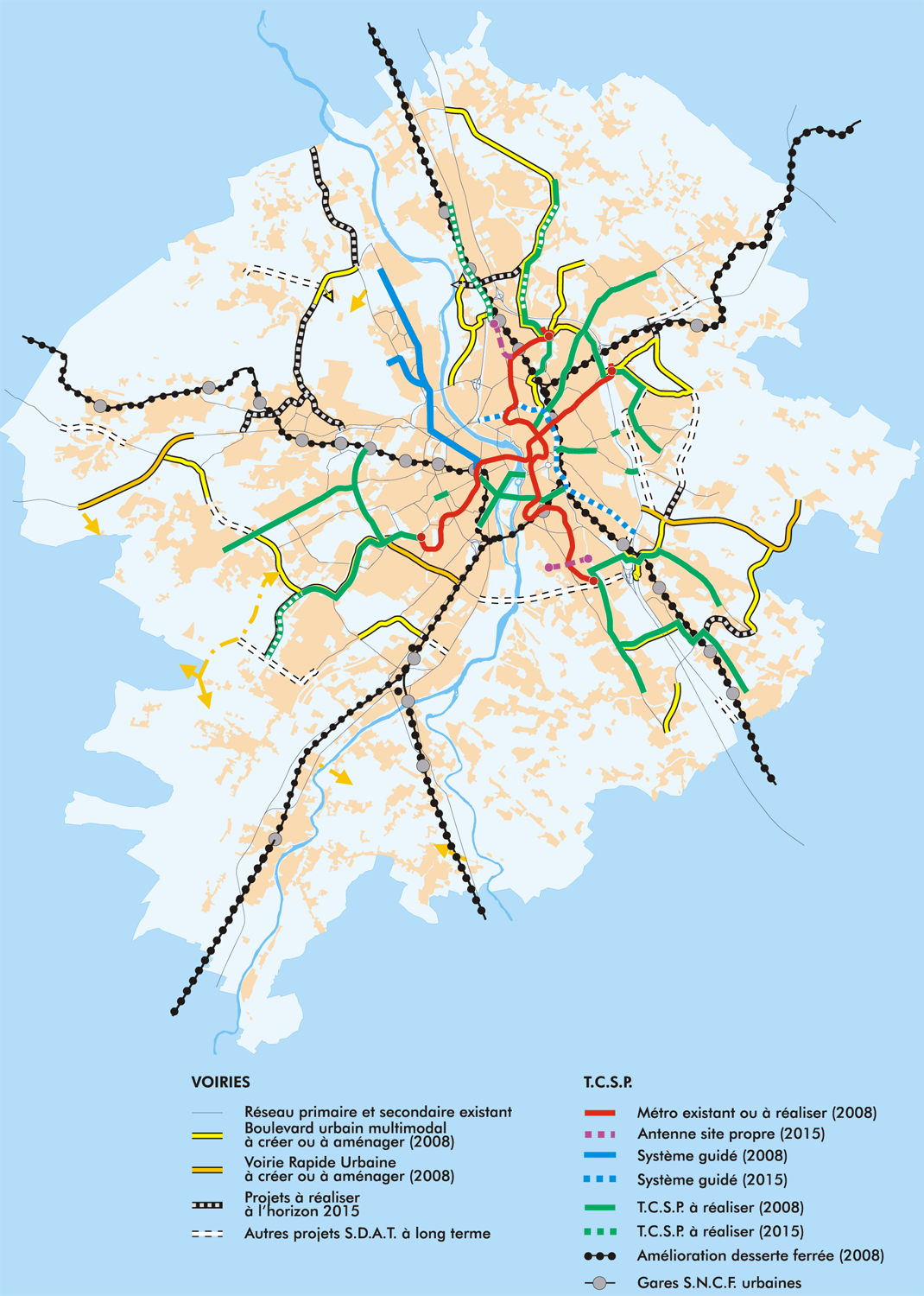
Scénario de développement des transports en commun approuvé dans le PDU de 2001.

#### PDU de 2001
Le premier PDU de l'agglomération toulousaine a été mis en place en mai 2001. Il a été immédiatement mis en révision (dès juin) à la demande du préfet, considérant qu'il avait des objectifs de réduction de la circulation et de la pollution atmosphérique trop faibles. Ce PDU prévoyait entre autres choses : 
- le prolongement de la ligne A jusqu'aux portes de la commune de Balma ;
- la création de la ligne B, axe nord-sud ;
- la construction de nouveaux boulevards urbains, tels la Voie du Canal St Martory (route + site propre) ou la Jonction Est[25] (routière uniquement), le réaménagement du Palays (énorme échangeur routier au sud de Toulouse), et bien d'autres projets routiers ;
- la construction de nouveaux sites propres en plus de la voirie actuelle (RN113, Balma - Quint, Toulouse - Castelginest…) ;
- la construction d'un tramway des Arènes à Beauzelle avec une branche vers l'aéroport Toulouse-Blagnac.

En 2004 circulaient des copies d'une version de travail d'un nouveau PDU. Celui-ci prévoyait comme grande innovation deux lignes de tramway, desservant la banlieue et se croisant dans le centre-ville : la ligne T1 devait être prolongée vers St Orens (axe Nord-Ouest - Sud-Est), et une nouvelle ligne devait aller de Tournefeuille jusqu’à l'Union (axe Sud-Ouest- Nord-Est).
En 2007, alors que ce PDU aurait déjà dû être révisé, décision du préfet concernant sa faiblesse ou pas (puisqu'un PDU doit être révisé tous les cinq ans), la grande majorité de ces projets est gravement en retard.

#### PDU de 2012
Le PDU 2012 est une révision du PDU 2001. Il intègre dans sa programmation pour 2015 :
- la Ligne Garonne Arènes - Grand Rond ;
- la Ligne Envol vers l'aéroport ;
- le prolongement de la ligne T1 vers le parc des expositions de Beauzelle ;
- la LMSE (Liaison Multimodale Sud-Est) Ramonville - Saint-Orens ;
- la VCSM (Voie du canal de Saint-Martory) Toulouse - Cugnaux ;
- le BUN (Boulevard Urbain Nord) Toulouse - Brugières ;
- le TCSP RD 120 Gare de Portet - Oncopôle ;
- la voie des Ramassiers Colomiers - Tournefeuille ;
- l'aménagement de l'Avenue Tolosane à Ramonville ;
- le prolongement ligne B Ramonville - Labège ;
- le BHNS Ouest Toulouse - Tournefeuille - Plaisance du Touch.

Il prévoit à l'horizon 2020 :
- la Ligne de tramway Canal Ponts Jumeaux - Pont des Demoiselles ;
- le TCSP de la RD 820/Ancienne N20 Toulouse -Fenouillet ;
- le TCSP de la RD 888/Ancienne N88 Toulouse - Saint-Jean ;
- le prolongement de la LMSE vers le secteur est ;
- la liaison Oncopole - Ligne B en bus ;
- le téléporté Oncopole - CHU Rangueil - Université Paul-Sabatier ;
- le TCSP Ramassiers - Ponts Jumeaux ;
- le TCSP avenue Eisenhower ;
- le TCSP RD2 Grand-Rond - Saint-Orens, via Malepère ;
- la desserte de Montaudran ;
- le TCSP RD16 Labège - Escalquens ;
- le TCSP en Y RD888 (Borderouge - Argoulets et prolongement sur la RD888).

L'amélioration du réseau ferré est étudiée avec le tram-train, plus particulièrement sur les lignes Garonne et Canal. De nouvelles haltes sont envisagées à Roques, Pinsaguel, à Toulouse dans le quartier de Malepère, L'Union, Lespinasse, et entre Brax-Léguevin et Pibrac. Un cadencement au quart d'heure est aussi projeté. Des extensions de parc-relais sont également envisagées.
Le PDU 2012 a été conçu dans un contexte budgétaire complexe, dû à la dette liée à la construction de la ligne B du métro e, limitant les investissements. En effet, le projet de révision du PDU de 2009, bien que retenu en juillet de la même année, a du être remanié pour ces raisons après des recommandations dans ce sens de la Cour des Comptes. Notamment, en 2010, la Banque européenne d'investissement engage Tisséo à ne pas encourir une dette de plus de 1,8 milliard d'euros en 2020. Le projet est donc remanié dès 2009-2010 pour que le nouveau projet de révision soit publié en janvier 2011.
Le projet de PDU 2012 prévoyait donc d'atteindre des objectifs similaires au projet de 2009, en conservant les principes de dessertes des axes définis précédemment pour respecter les contrats d'axes, tout en limitant les investissements. Des économies importantes ont été réalisées notamment en privilégiant le BHNS à un mode plus lourd comme le tramway, notamment sur les TCSP vers Tournefeuille et Plaisance ou sur la RD2 par exemple,,. Une économie similaire a été envisagée pour la desserte de Labège, avec un TCSP « évolutif métro », mais sa réalisation a été finalement été prévue directement en métro avec un apport financier particulier du Sicoval et du département de Haute-Garonne.
Dans l'ensemble, le PDU de 2012 peut être considéré comme une rupture par rapport au PDU de 2001 car il intègre alors un développement massif de transports de surface (plus particulièrement le bus en site propre) avec un objectif de maillage, à l'opposé du rabattement massif vers les infrastructures lourdes du PDU précédent. On remarque que certaines infrastructures prévues au PDU 2001 pour le rabattement sont alors reprises dans ce PDU avec un objectif de maillage de surface . Il intègre aussi un plus fort lien entre l'urbanisme et les transports en commun via les contrats d'axe.
Cependant, début octobre 2012, la commission d'enquête rend un avis défavorable sur le PDU 2012. La commission d'enquête porte notamment un intérêt à une proposition de troisième ligne de métro, contraire aux orientations du PDU 2012. Le STMC juge les observations de la commission contradictoires et erronées, et décide donc de ne pas en prendre compte immédiatement. Le PDU est donc voté et approuvé le 17 octobre 2012.
En 2014, l'alternance politique à la mairie de Toulouse met en suspens nombre de projets du PDU 2012, dont notamment la ligne Canal abandonnée pour le projet de nouvelle ligne de métro qui deviendra rapidement Toulouse Aerospace Express. Ainsi, en 2015, une part importante des projets envisagés n'est pas réalisée ou engagée, bien que le tracé de certains projets de TCSP aient été repris par des lignes Linéo, qui sont plus légères et moins couteuses. De plus, le projet de nouvelle ligne de métro impose de ne pas conserver le PDU 2012 en l'état. Il est alors révisé pour devenir le plan de mobilités 2020-2025-2030.
En 2018, seulement 10 % des infrastructures de transport du Schéma de Cohérence Territoriale de 2012 (reprenant à l'identique les projets du PDU 2012) ont été réalisées.

#### Plan de mobilités 2020-2025-2030
Le plan de mobilités est un plan de révision du PDU de 2012 de l'agglomération toulousaine. Celui-ci a été validé en 2017. Il présente les différents projets actuels de transports dans l'agglomération (voir la liste des projets, inscrits au projet mobilités, en fin d'article).

### Conflits politiques et mode de gestion
Depuis 1974, les transports en commun sous l'égide du SMTC (lui-même créé la même année) sont gérés par la Semvat (Société d'Économie Mixte des voyageurs de l'agglomération toulousaine des Transports Publics).
En décembre 2004, l'exploitation du réseau est confiée à la société Connex via un contrat temporaire, elle est préférée à la Semvat pour l'économie d'argent qu'elle devrait entraîner. Le service n'est guère perturbé mais un conflit éclate entre les différents membres du SMTC : le conseil Général majoritairement à gauche qui rejette ce mode de gestion et la Communauté d'Agglomération du Grand Toulouse qui le soutient.
Finalement après une période d'un an aux postures politiques exacerbées et à la suite d'un nouveau vote au sein du SMTC, vote qui devait désigner le nouveau gestionnaire pour une durée de sept ans tel que prévu initialement, la décision est prise le 17 novembre 2005 d'exploiter le réseau par une régie : Tisséo Réseau - Urbain joue ce rôle depuis le premier janvier 2006.
Le changement de la délégation de service public vers la régie ne s'est pas fait sans heurts dans la perception que peut avoir l'usager du réseau. En effet, les grèves se sont multipliées, et les incidents techniques mineurs (amenant à la suppression de services de bus) également. Ces arguments ont pu servir un temps aux opposants de la régie pour montrer son inefficacité. Mais concernant les grèves il semble que Connex a faussé les cartes au moment où elle gérait le réseau en cherchant à éviter les conflits ; et que la présidence du SMTC était politiquement favorable à ces grèves. Et pour les pannes mécaniques, la régie a une difficulté supplémentaire par rapport à une entreprise privée : elle doit passer par une procédure de marché public assez longue (jusqu’à six mois), ce qui explique la pénurie de matériels et donc les bus arrêtés pendant les premiers mois qui ont suivi la mise en place de la régie.
Mais ce n'est pas terminé. Le 5 janvier 2006, un amendement (Art. 53) à la Loi relative à la sécurité et au développement des transports, dont Jean-Luc Moudenc reconnaitra être l'instigateur, est voté dans un hémicycle quasiment vide. Ce nouvel article impose aux établissements publics répondant à certains critères (qui font que cet amendement s'appliquera uniquement au SMTC toulousain…) d'avoir dans son conseil syndical une majorité des voix accordée à la Communauté d'Agglomération, alors qu'auparavant, le Grand Toulouse et le Conseil Général disposaient d'une égalité de voix (et de financements), ce qui avait permis le retour à une gestion en régie.
Le Conseil Général, n'acceptant pas de siéger dans une assemblée où il aurait apporté autant de financements qu'avant mais où il aurait été minoritaire, a préféré quitter le Syndicat Mixte. Comme sa subvention n'est plus intégrée au budget de fonctionnement du SMTC, ce dernier se retrouve en butte à des difficultés financières,. Ces problèmes de financements ont entraîné en 2009 un blocage du budget entraîné par un conflit entre le Sicoval et Tisseo au sujet d'un éventuel prolongement de la ligne B vers Labège. Le Grand Toulouse a alors envisagé de reprendre pour lui sa compétence transport.
Entre 2004 et 2012, Tisséo-STMC a récolté le versement transport de communes du Muretain (dont Muret et Portet-sur-Garonne) alors qu'elles n'étaient pas incluses dans le Périmètre de Transports Urbains. Dans ces communes, les transports étaient assurés par le réseau TAMtam et non pas par le réseau Tisséo. Les versements de ces communes s'élevaient à environ 4 millions d'euros par an, soit de 30 à 50 millions sur toute la période selon un avocat d'une société plaignante. En 2012, la Cour de Cassation condamné Tisséo à rembourser les entreprises mais en 2016, seulement une a été remboursée. Selon la Cour des Comptes, d'autres remboursements n'ont pas été effectués car les entreprises concernées se sont peu manifestées . Cependant, en 2017, un cas similaire s'est reproduit qui a permis à Tisséo de récolter 8,2 millions d'euros .

### Un réseau en étoile
Globalement, le réseau est organisé de manière radiale. Qu'il soit question du métro, du tram ou du bus, l'extrême majorité des lignes convergent de la banlieue vers le centre, quel que soit le réseau (Tisséo, réseau Arc-en-Ciel ou TER Occitanie). Il est difficile de faire des trajets de banlieue à banlieue ou même de faubourg à faubourg sans passer par le centre-ville. Pourtant, l'agglomération toulousaine est particulièrement sectorisée, et beaucoup de secteurs commerciaux et industriels se trouvent le long du périphérique et des voies rapides de banlieue.
Néanmoins il existe des lignes de bus qui effectuent des parcours tangents. Hormis la particulière ligne 31 (Compans-Caffarelli (métro B) - Grand Rond), faisant le tour des boulevards encerclant l'ultracentre, on dénote la ligne 19 (Borderouge (métro B) - Place de l'Indépendance), la ligne 21 (Basso-Cambo (métro A) - Colomiers), la ligne 37 (Jolimont (métro A) - Ramonville (métro B)), et quelques autres ; mais qui restent relativement proches du centre-ville par rapport à l'étalement de l'agglomération. Il existe aussi quelques infrastructures en service,en construction,ou en projet pouvant être considérées comme non radiales et participant aux liaisons entre les zones périphériques, par exemple la LMSE (Liaison Multimodale Sud-Est), le Téléphérique urbain sud , le bus en site propre Secteur Est ou la voie des Ramassiers, mais ces infrastructures ont tout-de-même une finalité principale de rabattement vers les lignes radiales et ne sortent que peu ou pas de la commune de Toulouse.
À noter l'ouverture de la ligne B en juillet 2007 et la mise en place de la ligne de bus 27 reliant les quartiers des faubourgs Est (Lycée Toulouse lautrec - Lespinet), et de la création de la ligne 34 passant plutôt au sud du centre (Arènes - Croix de Pierre - Ramier - Récollets - Université Paul Sabatier). Toutefois, ces lignes restent très proches du centre (100 % dans le territoire de Toulouse). La création de liaisons évitant le centre-ville et n'ayant pas pour seule finalité le rabattement vers les lignes radiales est désormais plus importante pour Tisséo. On le voit par exemple par les projets en cours de Ceinture Sud ou de Linéo 12

### Une fréquentation des transports en commun à développer
Le moyen de transports le plus important dans l'agglomération reste (de loin) la voiture. Cela est essentiellement lié au manque de transports en commun depuis la couronne périurbaine et la banlieue. Selon Tisséo-Collectivités (le gérant des projets de Tisséo), en 2016, 58 % des déplacements se font en voiture, contre 14 % en transports en commun. Le nouveau plan de mobilités prévoit une augmentation de 5 % de la part des transports en commun, et une baisse de 8 % de la voiture.
Mais les transports en commun devraient également s'améliorer dans la couronne périurbaine, avec notamment la nouvelle ligne de TER cadencés vers Castelnau-d'Estretefonds, et sûrement une amélioration du réseau Arc-en-Ciel et une unité tarifaire entre les trois réseaux principaux à Toulouse (Tisséo, Arc-en-Ciel et TER).

## Le réseau actuel

### Métro
Toulouse et deux communes de sa proche banlieue (Balma et Ramonville-Saint-Agne) sont desservis par un réseau de métro, comptant actuellement deux lignes et une ligne en projet. Ces lignes assurent la majorité des transports en commun dans l'agglomération toulousaine, les lignes de bus et de tramways rabattants vers le métro, et le métro représentant un moyen de transport efficace.

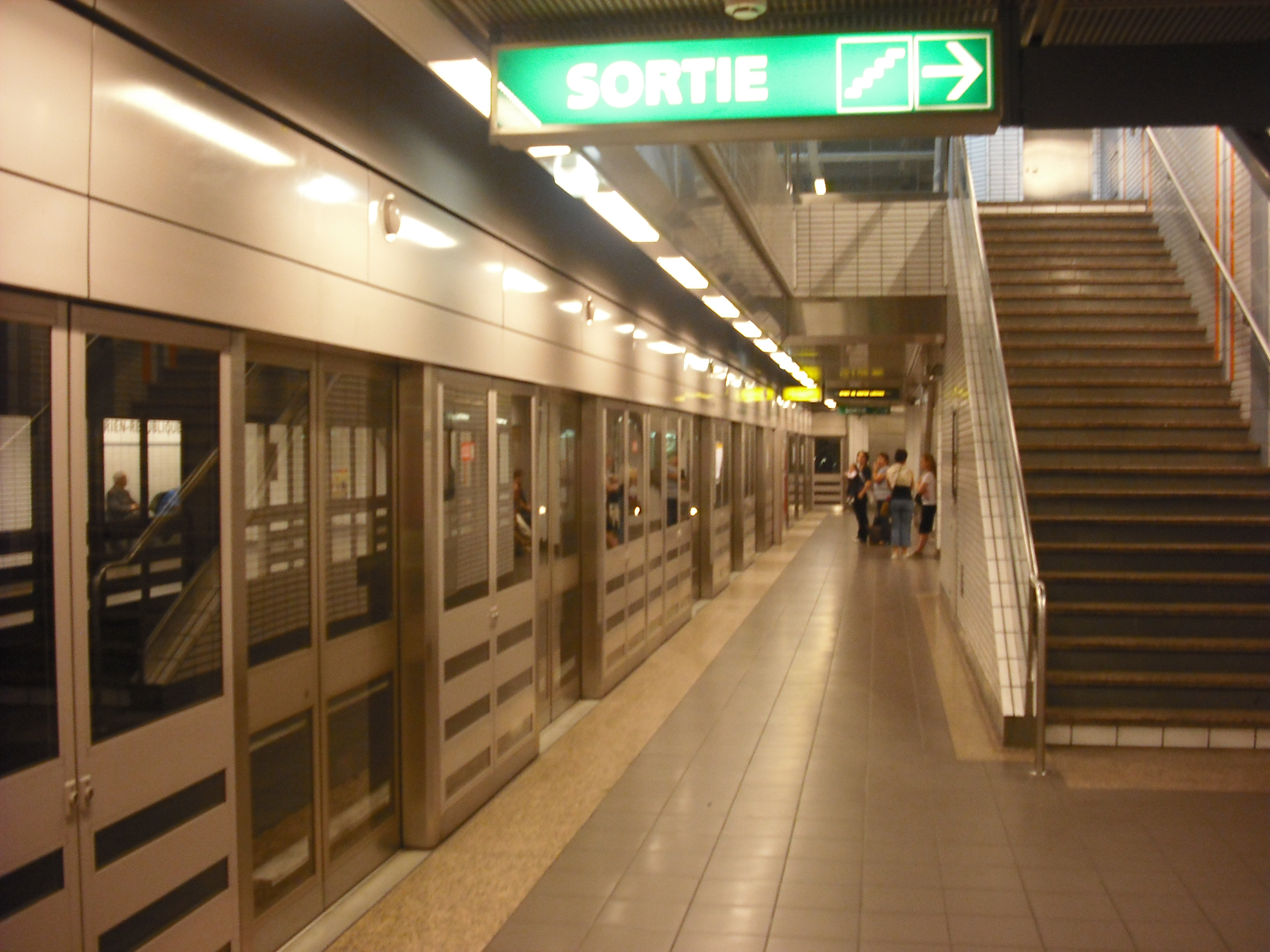
Quais de la station Saint-Cyprien-République, sur la ligne A.

La ligne A, reliant Basso-Cambo à Balma Gramont dans un axe sud-ouest - nord-est (anciennement jusqu’à Jolimont, une extension a été mise en service en décembre 2003). Elle a été ouverte en 1993, et est principalement souterraine, mais comporte trois sections sur viaduc. La ligne dénombre 18 stations pour 12,5 km. Il s'agit d'un métro automatique sur pneu de type Véhicule automatique léger (VAL 206 et VAL 208). Chaque rame a une faible capacité, ce qui est contrebalancé par une forte fréquence de passage (1 min 20 en heure de pointe ; 6 minutes en heure creuse) et une circulation en rames doubles de 52 mètres. Elle transporte généralement 220 000 personnes par jour. Les rames partent des terminus à 5h15 (premier départ) le matin et à 0h00 (dernier départ) le soir ou 3h les jeudi, vendredi et samedi. Il faut 22 minutes et 30 secondes pour se rendre d'une extrémité à l'autre.
La ligne B, inaugurée et ouverte aux voyageurs le 30 juin 2007 dans un axe nord-sud entièrement souterrain, reliant Borderouge à Ramonville d'une longueur de 15 km et 20 stations. La ligne B transporte en moyenne 210 000 personnes par jour. Là encore, le système VAL a été choisi. Un prolongement en aérien de 5 km vers le sud à la gare de Labège-Innopole (qui sera alors déplacée) est à l'étude. Elle est l'objet d'un conflit de financement.
Une troisième ligne, la ligne C, devrait ouvrir en 2028 dans le cadre du projet Toulouse Aerospace Express en s'accompagnant d'un prolongement vers le sud de l'actuelle ligne B. Le nom Ligne C ne doit pas engendrer de confusion avec la ligne C actuelle, co-exploitée par la SNCF et Tisséo entre la gare de Colomiers et la gare de Toulouse-Saint-Cyprien-Arènes.

#### Les 2 lignes du métro de Toulouse
| Ligne                        | Parcours                    | Mise en service | Longueur en km | Nombre de stations |
| ---------------------------- | --------------------------- | --------------- | -------------- | ------------------ |
| Ligne A du métro de Toulouse | Balma-Gramont ↔ Basso-Cambo | 1993            | 12,5           | 18                 |
| Ligne B du métro de Toulouse | Borderouge ↔ Ramonville     | 2007            | 15,7           | 20                 |

### Train urbain
Le réseau de trains urbains est exploité par la SNCF, et la seule ligne co-exploitée par Tisséo est la ligne Arènes - Colomiers.
Il s'agit d'une portion de la ligne de chemin de fer de Toulouse à Auch. Depuis 1993, elle relie la gare de Colomiers à la gare de Toulouse-Saint-Cyprien-Arènes (à côté de la station de la ligne A). En 2003, elle a été restructurée, et trois stations réservées à cette ligne ont été ouvertes. Il est prévu à long terme de la prolonger jusqu'à la gare de Toulouse-Saint-Agne.
Ce tableau n'inclut que les lignes pouvant être considérées comme des « RER » de type franciliens, étant des TER cadencés.
| Ligne                    | Parcours                           | Mise en service | Longueur (en km) | Nombre de gares |
| ------------------------ | ---------------------------------- | --------------- | ---------------- | --------------- |
| Ligne Arènes - Colomiers | Saint-Cyprien - Arènes ↔ Colomiers | 1993            | 7                | 6               |
| TER 1                    | Matabiau ↔ Saint-Sulpice (Tarn)    |                 | 26               | 6               |
|                          | Matabiau ↔ Muret                   | 2004            | 21               | 4               |
|                          | Matabiau ↔ Escalquens              |                 | 13               | 5               |

Les parcours Matabiau ↔ Muret et Matabiau ↔ Escalquens désignent des portons de lignes de chemin de fer traversant l’agglomération toulousaine (ligne de Bordeaux à Sète et de Toulouse à Bayonne) et desservant Toulouse, Portet-sur-Garonne, Muret, Labège et Escalquens. Ces deux lignes figuraient dans le plan de déplacements urbains (PDU) de 2001, et auraient dû être pleinement intégrées au réseau urbain sur le modèle de la ligne C. Le projet, non abouti en 2008, n’a pas été réintégré aux PDU suivants. Ces sections de lignes restent donc exploitées dans le cadre d’une desserte TER cadencée classique, mais ne sont pas mentionnées sur les plans de transports urbains.
Avec le projet de 3e ligne du réseau de métro, le nom ligne C est amené à disparaitre.

### Tramway
La ligne T1, initialement la ligne E, reliant Palais-de-Justice à Aéroconstellation constitue le premier projet de tramway moderne dans l'agglomération. Elle a été inaugurée le 11 décembre 2010. Le tramway transporte quotidiennement environ 30 000 voyageurs, depuis le centre-ville toulousain jusqu’aux limites de Beauzelle, via les quartiers de Purpan, Ancely et la commune de Blagnac. Longue de plus de 14 kilomètres, elle compte 24 stations. La ligne T1 dessert des quartiers anciens comme Casselardit et Ancely, mais aussi des secteurs en pleine mutation comme le Zénith, Purpan et la Cartoucherie. Un tapis vert environne les voies sur la majeure partie du tracé sur lesquels roulent des Citadis d'Alstom.
Par rapport aux lignes A et B, deux premières lignes fortes de transports en commun de Toulouse, la ligne T1 est la première ligne forte à réellement sortir du territoire communal de Toulouse, et à desservir des morceaux banlieue dans leur globalité (Blagnac) avec la qualité de service (vitesse, fréquence, amplitude horaire) qui en découle.
La ligne T2, initialement la ligne Envol, est la seconde ligne de tram, qui reprend en partie le tracé de la ligne T1 et qui dessert l'aéroport Toulouse-Blagnac et le sud de Blagnac depuis avril 2015.

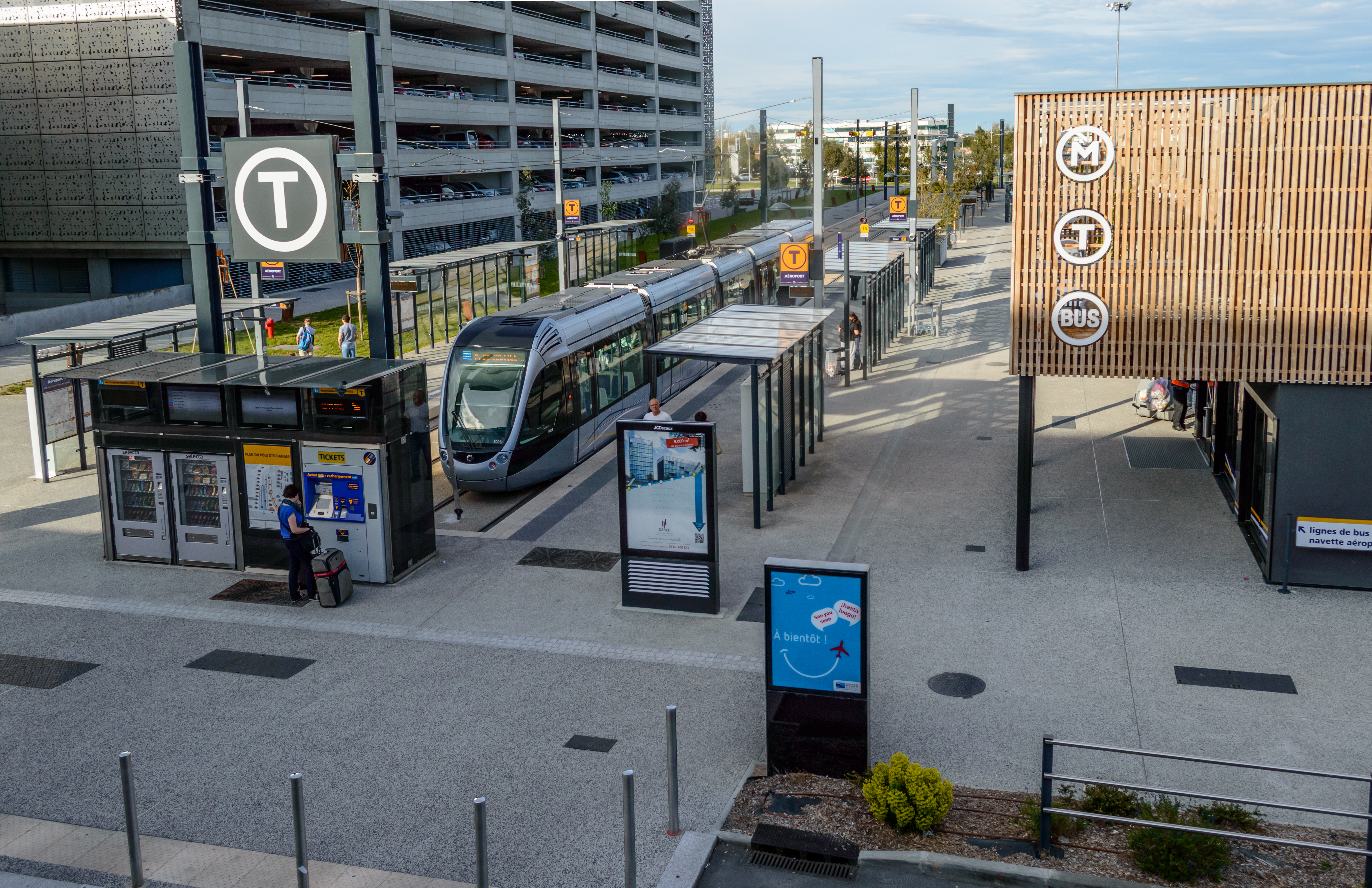
Terminus de la ligne T2, à l'Aéroport Toulouse-Blagnac.

#### Les 2 lignes du tramway de Toulouse
| Ligne                           | Parcours                              | Mise en service | Longueur (en km) | Nombre de stations |
| ------------------------------- | ------------------------------------- | --------------- | ---------------- | ------------------ |
| Ligne T1 du tramway de Toulouse | Palais-de-Justice ↔ Arènes ↔ MEETT    | 2010            | 14,3             | 24                 |
| Ligne T2 du tramway de Toulouse | Palais-de-Justice ↔ Arènes ↔ Aéroport | 2015            |                  | 16                 |

### Téléphérique
L'aérotram devenu Téléo pour relier l’université Paul-Sabatier, l’oncopôle via le CHU de Rangueil sur le Pech-David, a été mis en service le 14 mai 2022.

### Sites propres autobus
Depuis le début des années 2000, des projets de sites réservés pour bus progressent.
Il s'agit de faire circuler les bus sur des couloirs réservés avec priorité aux intersections (feux tricolores contrôlés à distance) afin d'améliorer la vitesse commerciale des lignes. Les arrêts de bus sont plus espacés qu'à l'habitude, là encore pour améliorer la vitesse commerciale. Ils sont par ailleurs construits avec plus de soin, avec un quai haut pour un accès de plain-pied, une pente douce pour l'accès aux personnes à mobilité réduite :

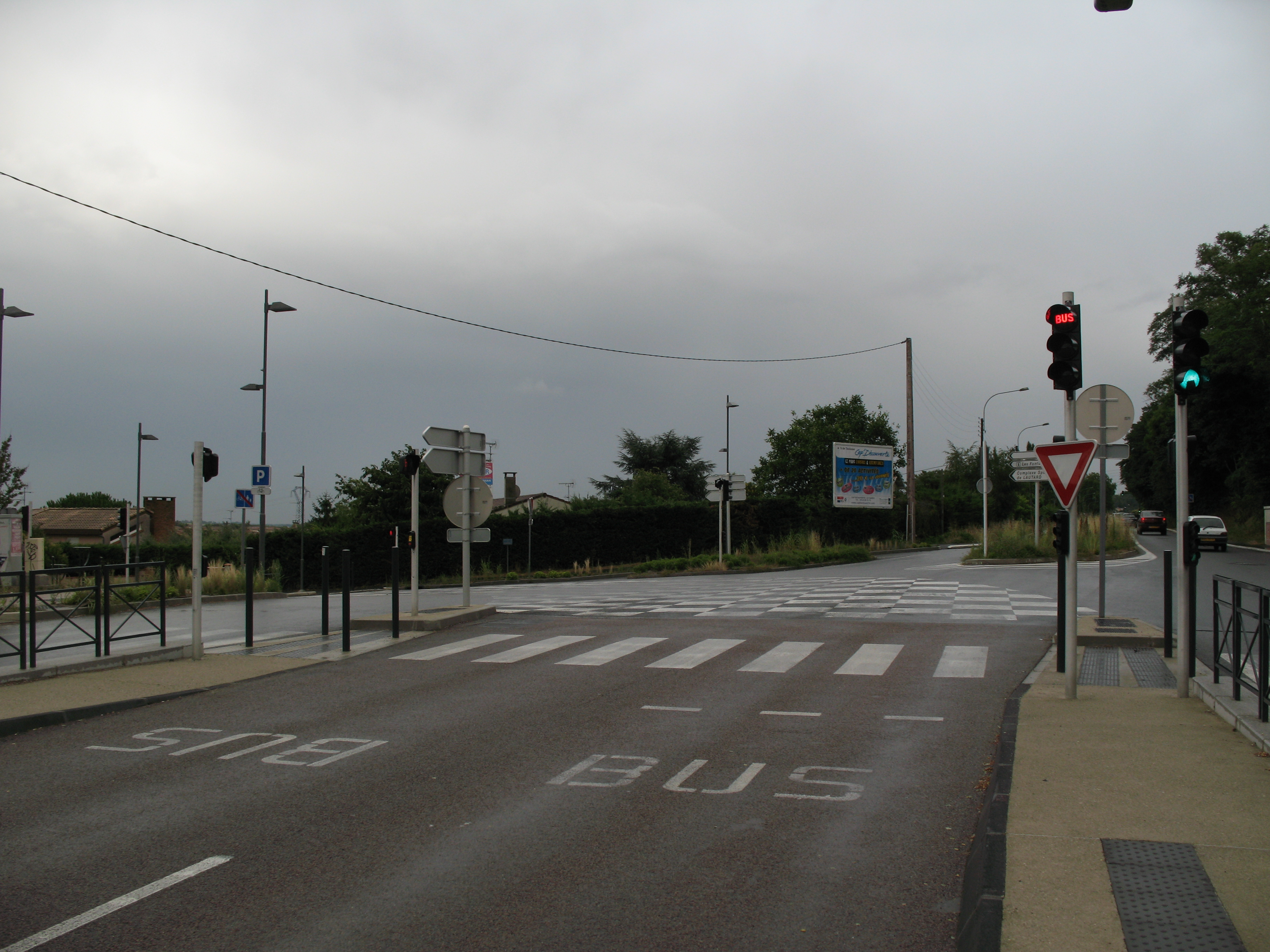
Une voie en site propre pour bus sur l'ex-RN113 en direction de Castanet-Tolosan.

- le premier à être réalisé est le site propre du secteur Est, entre Balma-Gramont et la commune de Quint-Fonsegrives. C'est un site propre bidirectionnel dans sa première partie (sur la commune de Balma) puis un site à sens unique à sens alterné sur la commune de Quint-Fonsegrives. Une fois terminé ce site propre accueillera un bus toutes les 7 minutes sur son tronc commun, vers le centre de Balma (72), Quint Fonsegrives (77) et la zone industrielle de Ribaute à Saint-Orens-de-Gameville (83). Il sera également emprunté par les navettes à la demande 106. Les deux premiers kilomètres ont été ouverts fin 2005. L'intégralité de l'infrastructure sera mise en service fin 2007 ;
- le site propre de la D813 va dans le sud de l'agglomération : Ramonville-Saint-Agne, Auzeville-Tolosane et Castanet-Tolosan. Le plus gros du projet part du terminus de la ligne B « Ramonville », descend l'avenue François Mitterrand à Ramonville puis la Route de Narbonne à Ramonville puis Auzeville avec un site propre bidirectionnel. À l'entrée de Castanet, l'aménagement se réduit à des aménagements aux carrefours, reprenant le tracé de l'actuel L6 passant par le boulevard des Genêts, jusqu’à Maladie. Il a ouvert en janvier 2008.

Ce projet devrait également comporter une deuxième branche, partant de la station Université Paul Sabatier et traversant le cœur de Ramonville (par l'avenue Tolosane) par un site propre unidirectionnel alterné permettant un gain de trois minutes sur cette traversée d'environ 4 km. Il est ouvert début 2014 :
- en 2009, un site propre bus de 2 km longeant l'Oncopole sur l'ex-N20 est ouvert. Elle est prolongée vers la Gare de Portet par le Linéo 5 en 2019 [54] ;
- un site propre a été mis en service le 11 mars 2013, près de cinq ans après celui de la D813. Officiellement nommé LMSE (Liaison Multimodale Sud-Est), il part du terminus métro de la ligne B, vers le nord, en traversant l'Université Paul-Sabatier. Après la traversée du Canal du Midi, la nouvelle liaison passe devant le CNRS et l'ENAC, avant d'enjamber le périphérique (avec un nouveau pont sur l'A620 et une trémie pour l'A61). Arrivée rue André Villet, la LMSE traverse la voie ferrée Bordeaux-Sète, la route de Labège, avant de venir se greffer avenue de Gameville, au sein de la nouvelle ZAC de Toulouse, Faubourg Malepère, non loin de Saint-Orens[55] ;
- Basso-Cambo - Cugnaux (voie du canal de Saint-Martory). Le premier des trois tronçons de ce projet a ouvert le 11 mars 2013, reliant le terminus métro de la ligne A au rond-point Firmin Pons. La VCSM a été ouverte complètement début 2014[56].

Parmi les projets ou les tronçons en travaux on compte :
- Borderouge - Bruguières par Launaguet, Castelginest et Gratentour (BUN (Boulevard Urbain Nord), en projet). Le premier tronçon ouvre en décembre 2016[57] fin 2014 et l'ouverture complète de la ligne est prévue entre 2025 et 2030[58]. Le BUN est long de 13 kilomètres, doit relier Bruguières à Borderouge, la voie centrale est une voie de BHNS; elle est réalisée avec 1 400 m3 de béton CXB de type BC5[59].

## Intermodalité

### Parcs relais
Des parcs relais, reliés à des stations de métro, tramway, train urbain, mais aussi à des arrêts de bus existent au sein du réseau toulousain.
Ce tableau recense l'ensemble des parcs relais de l'agglomération.

#### Futur
Ce tableau recense les futurs parcs relais de l'agglomération.
| Station ou arrêt | Commune   | Correspondances prévues (lignes principales) |
| ---------------- | --------- | -------------------------------------------- |
| Colomiers Gare   | Colomiers | Ligne Arènes - Colomiers L2 21253255150151   |
| Sept Deniers     | Toulouse  | L1                                           |
| Montaudran Gare  | Toulouse  | L8                                           |
| Labège Gare      | Labège    | 7980109204                                   |

## Projets
Tous ces projets sont présents dans le plan de mobilités 2020-2025-2030, qui est le Plan de Déplacements Urbains de Tisséo-Collectivités. Seule la ligne de TER cadencés entre Castelnau-d'Estretefonds et Matabiau n'y figure pas, le projet étant porté par la SNCF.
Ce tableau recense les différents projets prévus de transports en commun dans l'agglomération toulousaine.
| Mode de transport | Ligne                          | Parcours ou section                 | Longueur | Nombre de stations ou gares | Date d'ouverture prévue | Autre                              |
| ----------------- | ------------------------------ | ----------------------------------- | -------- | --------------------------- | ----------------------- | ---------------------------------- |
| Métro             | Ligne B du métro de Toulouse   | Ramonville ↔ Labège Madron          | 2,7 km   | 2                           | 2027                    | Prolongement de l'actuelle ligne B |
| Métro             | Ligne TAE du métro de Toulouse | Colomiers Gare ↔ Labège Gare        | 27 km    | 21                          | 2028                    |                                    |
| TER               | RER Nord                       | Castelnau-d'Estrétefonds ↔ Matabiau | 19 km    | 7                           | 2024                    | Ligne de TER cadencés              |

### Ligne C du métro de Toulouse

Plan du réseau de transports en commun actuel, avec le tracé de la future Ligne C du métro de Toulouse.

Une troisième ligne de métro, dénommée Ligne C du métro de Toulouse, voulue par le maire de Toulouse Jean-Luc Moudenc, devrait voir le jour en 2028. Elle relierait Colomiers Gare à Labège Gare. Cette nouvelle ligne permettrait la desserte de lieux importants à Toulouse, et notamment d'importants pôles multimodaux, comme la gare Matabiau et l'Aéroport (une liaison sera créée entre le métro et l'aéroport par un tramway express, qui reprendrait les infrastructures de l'actuelle ligne T2, en correspondance à la future station Blagnac).
Des stations seraient situées sur les communes de Colomiers, Blagnac et Labège, ainsi que dans les quartiers de Toulouse des Sept-Deniers, Ponts-Jumeaux, Borderouge, Bonnefoy, Côte Pavée et Montaudran. Elles relieraient également les principaux sites d’Airbus et les zones d'activités du sud-est toulousain.

### Doublement de la ligne A
Le doublement de la ligne A, dont les travaux ont débuté en juillet 2017 et se sont achevés en 2019, ont permis le doublement de la longueur des stations, des rames et donc de la capacité de la plus vieille ligne du métro toulousain. Ce doublement a aussi permit l'amélioration de la sécurité et du confort des usagers en s'accompagnant d'une rénovation des rames les plus anciennes. Ce doublement de la ligne A est opérationnel depuis début 2020.

### Linéo
Onze lignes de bus à haut niveau de service (BHNS), baptisées Linéo, desservent l'agglomération. Celles-ci permettent de rallier les principaux quartiers toulousains plus rapidement, mais aussi certains secteurs comme le nord toulousain (Fenouillet, Aucamville), L'Union, Saint-Orens, Plaisance-du-Touch ou encore Colomiers. La mise en service de ces lignes a débuté en 2016 avec la L1 reliant les Sept Deniers et le gymnase de l'Hers et la L2 qui connecte les Arènes à Colomiers. Les L6, L7 et L8 sont lancées à la rentrée de septembre 2017. La L9, entre Empalot et Saint-Jean, est ouverte en septembre 2018. En 2019 les lignes L3 (Janvier), L4 (septembre) et L5 (décembre) sont lancées. La prolongation du L1 vers Quint-Fonsegrives a ouvert en mars 2019. En septembre 2022, la L10 est lancée entre La Vache et Fenouillet avant d'être suivie en décembre par la L11 entre Basso Cambo et Frouzins. La ligne L14 a elle vu le jour en septembre 2024 et remplace l'ancienne ligne 14, en reliant les stations Basso Cambo et Marengo SNCF. La ligne L12 devrait être mise en service en septembre 2025 entre Borderouge et Rangueil. La L7 quant à elle fut supprimée à la rentrée 2022 pour cause de travaux à son terminus Cours Dillon, le L9 fut donc prolongé jusqu'à St-Orens Centre Commercial afin de combler le manque. Elle doit cependant rouvrir à la rentrée 2025.
Deux lignes supplémentaires auraient été par ailleurs à l'étude, les L13 (Borderouge - Bruguières) et L15 (Arènes - Route de Narbonne). Elles faisaient partie du projet mobilités 2020-2025-2030 de Tisséo, mais celui-ci étant annulé par la cour administrative d'appel de Toulouse, le futur de ces lignes reste incertain.

### Téléo
Un projet de téléphérique, le téléphérique urbain sud, devait ouvrir en 2020 (décembre 2020). Cependant, malgré un retard lié à la solution du survol du lycée Bellevue et à l'épidémie de Covid-19, sa mise en service a été repoussée à l'été 2022. Ce téléphérique serait établi entre trois stations : Université Paul Sabatier, Hôpital Rangueil - Louis Lareng et Oncopole - Lise Enjalbert. Il permettrait, selon Tisséo, le transport de nombreux employés des entreprises attenantes, mais aussi d'étudiants ou de patients du CHU Rangueil.
Le 14 mai 2022, le téléphérique urbain a été mis en service sous le nom de Téléo.

### «RER» Toulouse - Castelnau-d'Estrétefonds
Une nouvelle ligne de TER cadencés pourrait relier la gare Matabiau à la gare de Castelnau d'Estrétefonds à l'horizon 2030. Cette nouvelle ligne ferroviaire permettrait notamment le ralliement de Matabiau à Saint-Jory en 20 minutes, contre 26 minutes en voiture (sans bouchons) aujourd'hui. La ligne ferait escale par les haltes de Lalande-Église, Lacourtensourt, Fenouillet-Saint-Alban et Saint-Jory, mais aussi par la future halte de La Vache, permettant de la relier à la ligne B et à la future ligne C du métro de Toulouse.
La création de cette desserte interurbaine nécessite de lourds travaux d’aménagement des voies, qui seraient réalisés dans le cadre du Grand Projet ferroviaire du Sud-Ouest (GPSO). Un doublement des voies est prévu entre Saint-Jory et Matabiau, afin de cadencer les TER sur cette portion, mais aussi de fluidifier la circulation ferroviaire.